# ミュージックブルペン
『ミュージックブルペン』は、主にナイター中継終了後に放送されるラジオ番組（フィラー番組）である。最大で1時間の収録番組。制作会社はかしわプロダクション。

## 概要
主に地方局のナイター中継のクッション番組として放送される。ナイター終了後に放送され、ナイター延長によっては休止になる場合がある。また、ナイター中継がない場合は21:00放送開始となる。
地元球団の試合を中継している放送局は、概ね本番組を放送せずに自社で生放送のクッション番組を制作しているが、2018年から東北放送がクッション番組の一部パートで本番組の供給を受けている。また、2023年度より北海道放送が週2回放送している。
番組の体裁は、野球中継延長時の時間短縮を考慮した5分区切りの「フォーマット制」となっている。またフォーマット制のため、ネット局の放送枠の都合などによる短縮も可能になっている。
放送内でのタイトルコールは『（出演する野球解説者のフルネーム）のミュージックブルペン（西暦）』となっている。
駒田担当時代は、駒田が監督を務めた高知ファイティングドッグスの地元局にあたる高知放送など、野球中継と関係のない時間帯に通年で放送される局では、『駒田徳広の逆転満塁ホームラン』（こまだのりひろのぎゃくてんまんるいホームラン）と改題されて放送されていた。また、栗山英樹が担当していた時代は、ナイターオフ期には『栗山英樹の夢を追いかけて』（くりやまひできのゆめをおいかけて）として、同様に野球中継と関係のない時間帯に放送される四国放送のみ通年で『栗山英樹のアラすぽ』として放送されていた。月替わり担当制となる2022年ナイター期より、ナイターオフ期の放送を取り止めとしたうえで、野球中継枠外で放送する局も『ミュージックブルペン』にタイトルが統一された。
山口および九州以外の本拠地球団のない地方局のナイター中継が最大週3日となっていることから、週3本×60分までの収録体制に変更され、2021年度まで週4日放送されていた山口放送・熊本放送は残る曜日に別のクッション番組を編成、東北放送は別のクッション番組との2部制とすることで週4回の放送を確保することになった。

## 出演者
かつてはプロ野球解説者1人で進行していたが、駒田が2022年度から読売ジャイアンツの三軍監督に就任するため、パーソナリティを退任。2022年4月以降パーソナリティはプロ野球解説者1名と女性アシスタント1名がともに月替わり交代で担当している。

### 月替わりパーソナリティ化以降
週内に月が替わる週の頭から担当するため、担当月の前月末から月を跨ぐ形で担当する場合や一月に満たない担当もある。以下では、パーソナリティを務める野球解説者と、共演するアシスタントを月ごとに記載。
- 2022年4月、7月後半、8月前半：斉藤和巳、松中みなみ
- 2022年5月、8月後半、9月、2023年4月、8月、2024年4月後半：岡崎郁、吉田恵美
- 2022年6月前半：パンチ佐藤、松中みなみ
- 2022年6月後半：広瀬哲朗、吉田恵美
- 2022年7月前半：金石昭人、吉田恵美
- 2022年9月最終週、2023年6月、2024年8月、2025年6月：鈴木健、吉田恵美
- 2023年5月、2025年7月：前田幸長、大寺かおり
- 2023年7月、2024年5月、2025年5月：笘篠賢治、大寺かおり
- 2023年9月：パンチ佐藤、吉田恵美
- 2024年4月前半、9月、2025年4月：岡崎郁、廣岡まりあ
- 2024年6月：前田幸長、吉田恵美
- 2024年7月：清水隆行、大寺かおり
- 2025年8月：岡崎郁、佐藤あゆみ

### 過去のパーソナリティ
- 柳田真宏（ - 1992年）
- 栗山英樹（1993年 - 2011年）
- 駒田徳広（2012年 - 2022年3月）

## 番組内容
- 出演するプロ野球解説者自身の経験上に基づく短いトークと音楽で構成される。
- トークは戦術的・技術的観点、野球界の慣習等のNPB等野球界全体の情報の気づき点を喋ったり、氏名未公表なリスナーからの質問に答える。
- 野球以外の世相的な内容やスタッフからの質問について話すこともある。
- 長い時間になる場合は、メインパーソナリティのコーナーと同様の構成のゲストパーソナリティが登場する別パートのコーナー番組が内包される。

## ネット局
2024年度ナイター期
野球中継のクッション番組として放送する局
- IBC IBC岩手放送： 水 - 金曜 21:00 - 22:00
- ABS 秋田放送：水 - 金曜 21:00 - 22:00
- TBC 東北放送：火 - 金曜 21:00 - 21:49に放送される「tbcナイタージャンクション」内で最大25分
- RFC ラジオ福島：水 - 金曜 21:00 - 22:00
- CRT 栃木放送：金曜 21:00 - 22:00
- FBC 福井放送：水 - 金曜 21:00 - 22:00
- YBS 山梨放送：水 - 金曜 21:00 - 21:59
- SBC 信越放送：水 - 金曜 21:00 - 22:00
- RSK RSK山陽放送：金曜 21:00 - 22:00
- KRY 山口放送：水 - 金曜 21:00 - 22:00
- RKK 熊本放送：水 - 金曜 21:00 - 22:00

以下は野球中継枠外に定時番組として放送
- HBC 北海道放送：金曜 22:00 - 22:30、日曜 16:00 - 16:30

単発放送
- ABC-R 朝日放送ラジオ　：　2024年8月12日21:15 - 21:45

この日のナイター『ABCフレッシュアップベースボールスペシャル・巨人対阪神戦』の試合展開による。（この日は、『文珍・小佐田 夜のひだまり』はナイターの延長有無に関わらず休止のため。なお、当日は試合が放送開始前に終了したため、予定通り30分放送された。）

## 現在のコーナー

### メインパーソナリティ以外のコーナー
- プロ野球バンザイ!
- 大城バネサのバネサワールド
- エミ小堺のピアノに抱かれて
- あっこのおいでなんしょ
- 純烈 後上翔太の野球打たせ湯[1]

## 過去のコーナー
- 栗山英樹・プロ野球最前線（2008年度まで）
- 栗山英樹・プロ野球ここに注目（2008年度まで）
- プロ野球・虎の巻（2008年度まで）
- 栗山英樹・メジャーリーグGOGO（2008年度まで）
- 12球団・プロ野球選手列伝（2008年度まで）
- 木田優夫の落ちないフォーク（2008年度まで）
- GRAND COLOR STONE・中野敦史の逆転満塁ホームラン!（2007年度まで・2010年度）
- ミュージックブルペンお笑い野球塾（2006年度まで）
お笑いコンビ・ストリークの二人によるフリートークコーナー。
- 本宮伽恋の「晴れ時々スポーツ」（2007年度）
気象予報士の本宮による、天気とスポーツをテーマにしたコーナー。シーズンオフから独立番組「晴れたり曇ったり」の放送が開始された。
- 栗山英樹・古新聞から一言（2008年度まで）
- 黒木憲ジュニア・一曲入魂（2008年度）
- 瀧川鯉朝の赤提灯球場（2008年度・2009年度）
- 日刊CHiYOスポ（2008年度）
- チーム!歌手協会（2009年度から）
日本歌手協会の広報コーナー。
- 梓夕子の演歌ホームラン（2009年度から）
- ひまりOn Your Mark（2009年度）
- Spiritのじゃんじゃんばん（2010年度）
- 音羽しのぶの補填ヒット（2010年度から）
- ヨーコ・ゼッターランドの毎日がワンダーランド（2011年度）
- 妻吹俊哉の生まれ変わる朝（2011年度から）
- 伊藤咲子の女の歌（2011年度）
- 中村悦子のうた街道（2011年度から）
- 千代田優子のまだまだつぼみ!（2011年度）
- 駒田のなんでも言いますよ（2012年度）
- 駒田のこだわり（2012年度）
- 駒田のちょっと気になるプレーヤー（2012年度）
- 橋口ユウキの隠し球（2012年度）
- 青山るみの世界へつなごう（2012年度）
- 大城バネサの夢おいかけて（2012年度）
- ベースボール・レジェンド（2012年度から）
- 徳さんのミュージック・ライブラリー（2012年度）
- 駒ソン（2013年度から）
- ラストイン（2013年度から）
- 千代田優子の私、元気です（2013年度）
- 伊藤咲子のひまわり通信（2013年度）
- 藤和也のおまえの涙（2013年度）
- おかまさとのふるさと・歌・人生（2013年度から）
- 千花有黄のスポーツ苦手でごめんなさい（2013年度）
- 高瀬一郎のちょっときいてよ
- 今日のまとめ
フルで放送される場合、栗山時代のラストの5分間（エンディング）は彼が歌う『好敵手』（原曲はさだまさし）が流れた。ただし、一部の局ではローカルニュース枠に充たてられる形で割愛された。
- 冒頭部分
近況や子供～高校・現役時代の思い出等の昔話
- 駒田のノリで喋ります（2013年度から）
- 悪球打ちの美学（2013年度から）
- 駒田のコマゴマした話
- 困った時の駒頼み（2012年度から）
コーナーの内容はほぼ変わらないが、この項目と下の駒田コマンダーは質問に関するトークと思われる。
- 駒田コマンダー
- 合田道人の歌はともだち!（2014年度～）